# Foreste paludose del Chao Phraya
Le foreste paludose del Chao Phraya sono un'ecoregione della Thailandia (IM0107) appartenente al bioma delle foreste pluviali di latifoglie tropicali e subtropicali. Occupa le pianure del bacino idrografico del Chao Phraya nella parte centrale del Paese. Un tempo l'ecoregione ospitava estese foreste paludose e zone umide, ma attualmente è stata in gran parte convertita in terreni coltivati e città e rimangono solo tratti esigui di foresta originaria. Tuttavia, le risaie e i corsi d'acqua sostengono ancora parte della fauna selvatica.

## Geografia
L'ecoregione occupa una superficie di 38858 km² e si estende per circa 400 km da nord a sud e 180 km da est a ovest.
Le foreste paludose originarie sono quasi completamente scomparse, poiché convertite in risaie, altri terreni agricoli e aree urbane, come Bangkok.

## Flora
Attualmente è possibile immaginare l'aspetto originario della regione e la sua fauna selvatica solo confrontandoli con quelli dei Paesi vicini. Si ritiene che l'area fosse occupata da paludi d'acqua dolce nell'entroterra e da formazioni di mangrovie sulla costa e negli estuari dei fiumi. È possibile che le paludi siano state ricoperte da erbe palustri del genere Phragmites. Oggi ne rimane un piccolo frammento nel parco nazionale di Khao Sam Roi Yot, una vera reliquia del paesaggio originale.

## Fauna
Gran parte della fauna selvatica che un tempo abitava queste pianure è scomparsa, tra cui un gran numero di pesci delle reti fluviali, uccelli come gli avvoltoi, l'uccello serpente orientale (Anhinga melanogaster), la rondine di fiume occhibianchi (Pseudochelidon sirintarae) e la gru antigone (Antigone antigone) e mammiferi come tigri, elefanti asiatici e rinoceronti di Giava. Il cervo di Schomburgk (Rucervus schomburgki), endemico dell'ecoregione, è ormai scomparso per sempre.
Sopravvivono ancora popolazioni di uccelli minacciati, comprese colonie di uccelli acquatici nidificanti come le più numerose popolazioni al mondo di anastomo asiatico (Anastomus oscitans) e altre specie svernanti come il nibbio bruno (Milvus migrans). Tra i mammiferi endemici rimasti vi sono il ratto dal ventre bianco del calcare (Niviventer hinpoon), il ratto gigante dalla coda lunga di Neill (Leopoldamys neilli) e il quasi endemico pipistrello muso a foglia della Thailandia (Hipposideros halophyllus).
Il bacino del Chao Phraya ospita circa una mezza dozzina di libellule e damigelle endemiche. Lo stato di conservazione della maggior parte di queste è sconosciuto (vengono infatti classificate come data deficient dalla IUCN), ma Cryptophaea saukra è in pericolo critico e Caliphaea angka è in pericolo.

## Conservazione
Poiché l'ambiente originario è stato interamente distrutto o alterato, è ormai impossibile creare grandi aree protette che possano preservarlo. Tuttavia, nelle risaie sopravvive tuttora molta fauna selvatica e sarebbe opportuno adottare misure per preservarle, in quanto lo sviluppo urbano e industriale nelle pianure è tuttora in corso e l'Autorità per lo sviluppo industriale della Thailandia ha pochissimo controllo o pianificazione su di esso. Minacce particolari provengono dalla conversione delle risaie in allevamenti su vasta scala di gamberetti mediante il pompaggio di acqua di mare e dall'uso di pesticidi per eliminare una specie di lumaca invasiva, Pomacea canaliculata, che danneggia le piante di riso.

## Aree protette
Una valutazione del 2017 ha rilevato che solo 290 km², ovvero meno dell'1% dell'ecoregione, si trovano in aree protette.